# 納格提特尼城堡

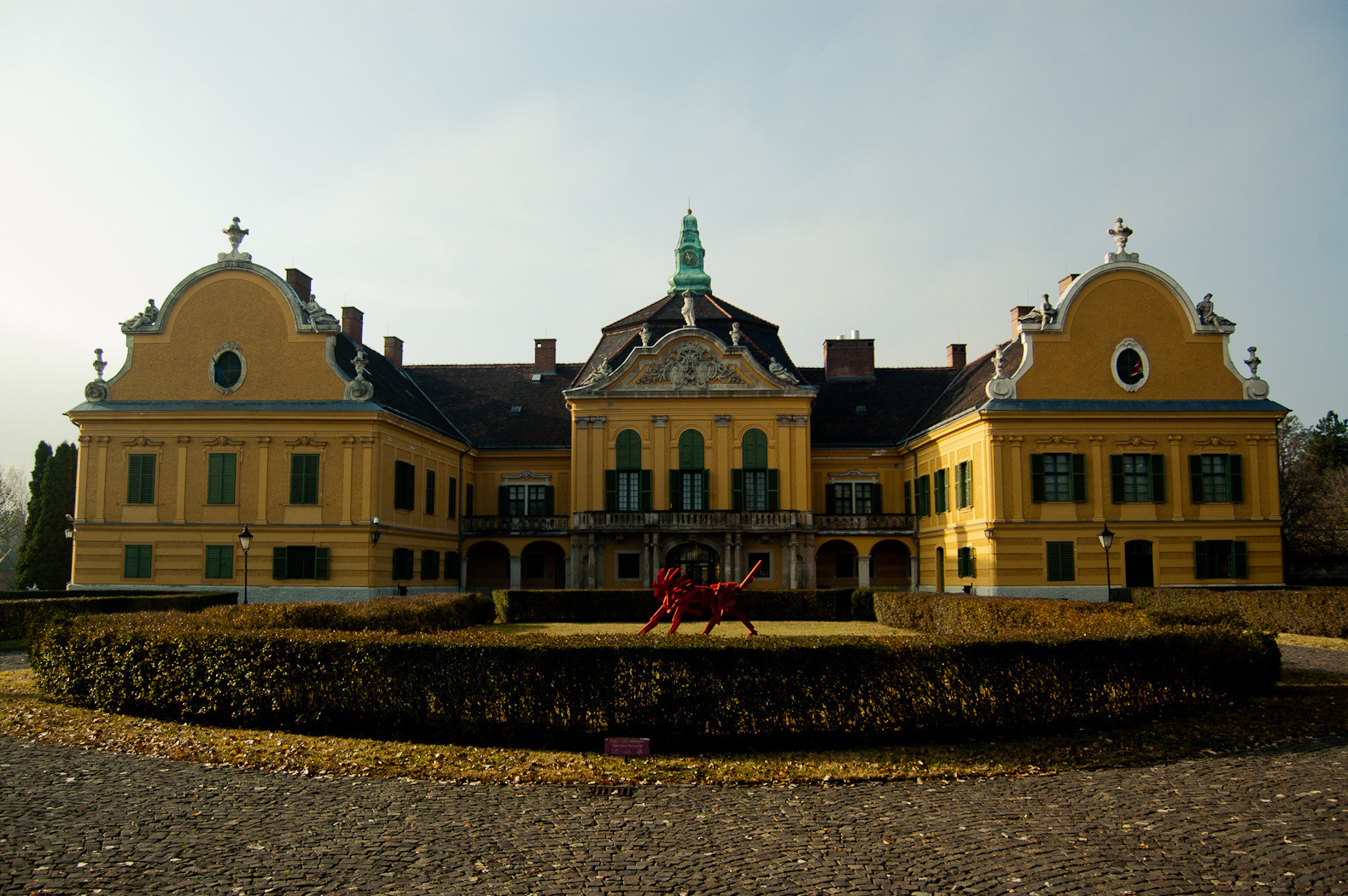
納格提特尼城堡

納格提特尼城堡（匈牙利語：Nagytétényi） 是位於匈牙利首都布達佩斯的一座城堡。現在被作為應用藝術博物館的家具館使用。這座博物館成立於1949年，城堡位於布達佩斯第22區。城堡也是匈牙利最具代表的巴洛克式建築之一。二戰期間城堡曾嚴重損壞，戰後得到了修復。1997年城堡再次修復，2000年重新對外開放。